# Traminda diatomaria
Traminda diatomaria är en fjärilsart som beskrevs av Swinhoe 1886. Traminda diatomaria ingår i släktet Traminda och familjen mätare. Inga underarter finns listade i Catalogue of Life.